# Denominatore
In una frazione, il denominatore è il numero che sta sotto la linea di frazione e indica in quante parti (frazioni) deve essere divisa l'unità l'intero, o più in generale la grandezza che viene presa a riferimento quale unità.
```
   
Numeratore
---------------- barra di frazione
  
Denominatore
```

Per esprimere verbalmente il denominatore si usano solitamente i numeri ordinali, per esempio
- {\displaystyle {\frac {1}{4}}}si dice "un quarto"
- {\displaystyle {\frac {3}{4}}} si dice "tre quarti"

Fa eccezione il caso in cui il denominatore è 2, in cui invece di "secondo" che sarebbe la dicitura ordinaria per indicare l'ordinale del numero 2, si usa la parola "mezzo" o "mezzi", in quanto una divisione per due dell'intero è una divisione a metà. Ad esempio:
- {\displaystyle {\frac {1}{2}}} si dice "un mezzo"

## Condizioni di esistenza
Una frazione, numerica o letterale o algebrica che sia, è definita se e solo se il denominatore è diverso da zero.
Una divisione per zero risulta senza senso in algebra e in aritmetica.
Ad esempio, data la funzione {\displaystyle f(x)={\frac {1}{x}}} quest'ultima sarà definita per tutti i valori di {\displaystyle x} ad esclusione dello zero in quanto la {\displaystyle x} si trova al denominatore. Perciò la funzione sarà definita per  {\displaystyle x\neq 0}.